# Adrián Ortolá
Adrián Ortolá Vañó (Jávea, Alicante, 20 de agosto de 1993) es un futbolista español que juega como portero en el EA Guingamp de la Ligue 2.

## Trayectoria

### Villarreal C. F.
Comenzó su carrera en las categorías inferiores del Villarreal C. F., en las cuales mostraba grandes rasgos de un portero con muy buenos reflejos. Después de un par de años con el conjunto juvenil, es ascendido durante la temporada 2011-12 al Villarreal B con quienes disputa varios encuentros con grandes intervenciones, cerca del final de la temporada 2012-13 recibe muy buenas ofertas provenientes del Real Madrid, F. C. Barcelona y también desde el fútbol inglés, esto le trajo un enorme disgusto con los dirigentes del club, quienes dieron órdenes tajantes de que no juegue un solo minuto en el equipo, al no disputar ningún partido corría el riesgo de no poder entrar en la nómina de la selección española quienes iban a viajar a Turquía por el Mundial sub-20 de 2013. Aunque por suerte para él, Julen Lopetegui lo convoca para la competición, pero debido a la actitud del club decide emigrar al Fútbol Club Barcelona B en julio de 2013 tras haber sido eliminado en cuartos de final.

### F. C. Barcelona "B"
Debutó en el filial azulgrana en un amistoso frente al U. E. Llagostera en el cual consigue mantener su portería en cero, ya en el campeonato oficial se ve relegado a quedarse en el banquillo, no por su nivel de juego, sino porque delante de él se encontraba Jordi Masip. Debido a una lesión de este consigue debutar oficialmente el 30 de noviembre en la victoria 2-1 ante el Córdoba C. F.
En julio de 2016, y tras dos campañas en el filial azulgrana, firma como cedido con el Deportivo Alavés, dando así el salto a la Primera División.
Tras un año de cesión en el Deportivo Alavés, volvió a la disciplina del Fútbol Club Barcelona "B" tras el ascenso de este a la segunda división. Alternaría esta posición en el filial con el del tercer portero del equipo principal.
El 24 de julio de 2018 el F. C. Barcelona anunció que había llegado a un acuerdo con el Deportivo de La Coruña para la cesión del jugador por una temporada con opción de compra.

### Tenerife, Girona, Bélgica y Francia
El 12 de julio de 2019 el F. C. Barcelona hizo oficial que había llegado a un acuerdo con el Club Deportivo Tenerife para su traspaso.
El 1 de febrero de 2021, a cinco meses de la finalización de su contrato y tras jugar 55 partidos, abandonó el conjunto tinerfeño para marcharse al Girona F. C. Allí estuvo hasta el 4 de agosto de 2022, momento en el que le fue rescindido su contrato. Al día siguiente firmó por un año más un segundo opcional con el K. M. S. K. Deinze, equipo que abandonó en enero de 2023 para volver a España y jugar en el C. E. Sabadell F. C. lo que quedaba de temporada.
En año y medio en Sabadell disputó más de cincuenta encuentros y en septiembre de 2024 fichó por el U. S. L. Dunkerque. Jugó diecinueve partidos antes de perderse por lesión el tramo final de una temporada en la que fue nominado a mejor portero de la Ligue 2.
En julio de 2025 firmó por dos años con el EA Guingamp.

## Selección nacional
En 2010 es nominado para participar junto con la selección sub-17 en el Campeonato Europeo disputado en Liechtenstein, junto con el grupo logran pasar fácilmente a la fase final en la que se imponen ante Turquía en semifinales, aunque en la final no tienen el mismo resultado cayendo ante Inglaterra por 2-1.
Durante 2011 es incluido en la nómina para el Campeonato Europeo sub-19, en el que solo disputa un encuentro correspondiente a fase de grupos ante Turquía, el cual pierden por 3-0 con 2 goles en propia puerta. Finalmente la escuadra logra alzarse con el trofeo tras imponerse en la final frente a República Checa por 3-2. Al año siguiente nuevamente es incluido en la lista para la misma competición, donde vuelve a jugar solo un partido en fase de grupos, ahora contra Estonia, en semifinales se imponen por penales a Francia llegando a la final en la cual vencen a Grecia por 1-0.
A pesar de los problemas que habían surgido al no jugar con su equipo, aun así viaja a Turquía junto con la selección para participar en el Mundial sub-20, pese a sus esfuerzos, no disputa ningún minuto en todo el torneo el cual acabaría para los españoles en cuartos de final tras perder ante Uruguay.

## Estadísticas

### Clubes
| Club                          | Temporada           | Liga  | Liga  | Copa nacional | Copa nacional | Internacional | Internacional | Total | Total |
| Club                          | Temporada           | P. J. | G. E. | P. J.         | G. E.         | P. J.         | G. E.         | P. J. | G. E. |
| ----------------------------- | ------------------- | ----- | ----- | ------------- | ------------- | ------------- | ------------- | ----- | ----- |
| F. C. Barcelona B · España    | 2013-14             | 7     | 9     | -             | -             | -             | -             | 7     | 9     |
| F. C. Barcelona B · España    | 2014-15             | 25    | 44    | -             | -             | -             | -             | 25    | 44    |
| F. C. Barcelona B · España    | 2015-16             | 34    | 32    | -             | -             | -             | -             | 34    | 32    |
| F. C. Barcelona B · España    | Total               | 66    | 85    | -             | -             | -             | -             | 66    | 85    |
| Deportivo Alavés · España     | 2016-17             | 2     | 1     | 6             | 3             | -             | -             | 8     | 4     |
| Deportivo Alavés · España     | Total               | 2     | 1     | 6             | 3             | -             | -             | 8     | 4     |
| F. C. Barcelona B · España    | 2017-18             | 30    | 35    | -             | -             | -             | -             | 30    | 35    |
| F. C. Barcelona B · España    | Total               | 30    | 35    | -             | -             | -             | -             | 30    | 35    |
| Deportivo La Coruña · España  | 2018-19             | -     | -     | 1             | 2             | -             | -             | 1     | 2     |
| Deportivo La Coruña · España  | Total               | -     | -     | 1             | 2             | -             | -             | 1     | 2     |
| C. D. Tenerife · España       | 2019-20             | 37    | 40    | 2             | 4             | -             | -             | 39    | 44    |
| C. D. Tenerife · España       | 2020-21             | 14    | 14    | 2             | 0             | -             | -             | 16    | 14    |
| C. D. Tenerife · España       | Total               | 51    | 54    | 4             | 4             | -             | -             | 55    | 58    |
| Girona F. C. · España         | 2021-22             | -     | -     | 0             | 0             | -             | -             | 0     | 0     |
| Girona F. C. · España         | Total               | -     | -     | 0             | 0             | -             | -             | 0     | 0     |
| K. M. S. K. Deinze · Bélgica  | 2022-23             | -     | -     | 0             | 0             | -             | -             | 0     | 0     |
| K. M. S. K. Deinze · Bélgica  | Total               | -     | -     | 0             | 0             | -             | -             | 0     | 0     |
| C. E. Sabadell F. C. · España | 2022-23             | -     | -     | 0             | 0             | -             | -             | 0     | 0     |
| C. E. Sabadell F. C. · España | Total               | -     | -     | 0             | 0             | -             | -             | 0     | 0     |
| Total en su carrera           | Total en su carrera | 149   | 175   | 11            | 9             | -             | -             | 160   | 184   |

## Palmarés

### Campeonatos internacionales
| Título          | Club (*)            | Sede    | Año  |
| --------------- | ------------------- | ------- | ---- |
| Eurocopa sub-19 | Selección de España | Rumania | 2011 |
| Eurocopa sub-19 | Selección de España | Estonia | 2012 |

(*) Incluyendo la selección.